# Place de la Trinité (Lyon)
Pour les articles homonymes, voir Place de la Trinité.
La place de la Trinité est une place du 5e arrondissement de Lyon, dans le Vieux Lyon.
Au cœur du quartier sauvegardé par l'UNESCO, la place de la Trinité, entièrement pavée et entourée d'immeubles anciens comme la maison du soleil (XVIIIe siècle) est plus un croisement de petites rues qu'une réelle place. Complètement contre le flanc de la colline de Fourvière, elle est l'extrémité basse de la montée du Gourguillon qui se prolonge en ligne quasiment droite par l'embouchure de la rue Tramassac en formant l'extrémité nord de la place où se joint la réunion des rues Saint-Georges, Bellièvre et Ferrachat qui confluent quelques mètres plus au sud.

## Histoire

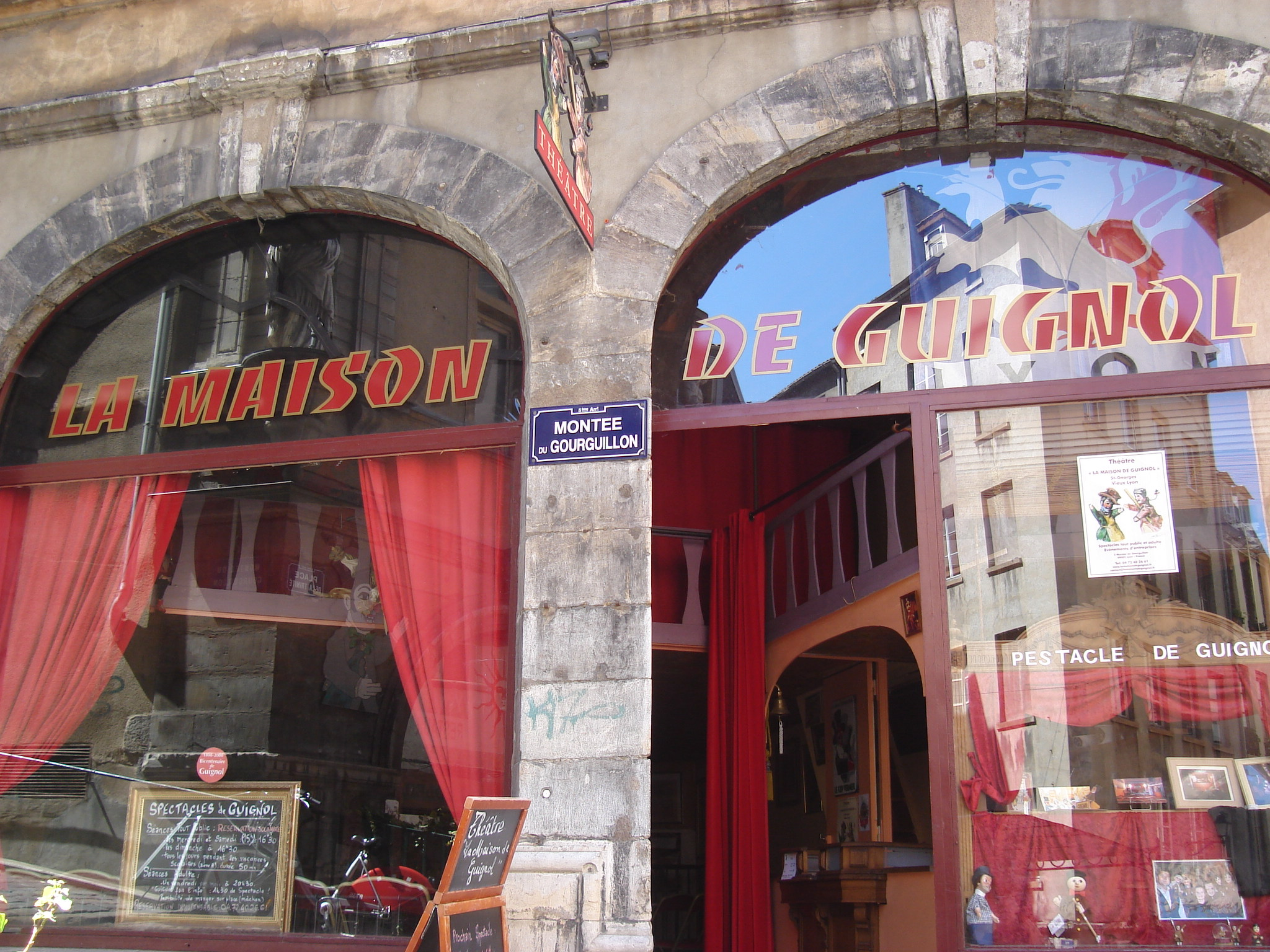
La maison de guignol.

Son nom lui vient du couvent de l'Ordre de la Sainte Trinité qui bordait autrefois la place. Le 10 janvier 1794, elle fut rebaptisée place du Triangle avant de retrouver son ancien nom après la Révolution.
Sur la place, à l'angle avec la montée du Gourguillon se trouve la maison du soleil, qui date de 1723 et qui doit son nom à la présence d'un soleil doré sur fond azur entre le premier et le second étage; elle abrite au rez-de-chaussée un café ou bouchon du même nom.
La place et son café du Soleil, sont particulièrement célèbres, car ils sont le décor traditionnel du castelet de Guignol.

## Accessibilité
Ce site est desservi par la station de métro Vieux Lyon - Cathédrale Saint-Jean.

## Anecdotes
- La place fut représentée en peinture par le peintre lyonnais Alexandre François Bonnardel.
- Une courte scène du film L'Armée des ombres (1969) y a été tournée (à 1 h 20).